# Rap tutorial (64 Bars)
Rap tutorial (64 Bars) è un singolo del rapper italiano Geolier, pubblicato il 20 maggio 2021.

## Descrizione
La traccia anticipa Red Bull 64 Bars, the Album, il progetto del format Red Bull 64 bars presentato da Island Records per Red Bull.

## Tracce
Testi e musiche di Geolier e Luchè.
1. Rap tutorial (64 Bars) – 3:25